# Distrito de Gatún
El distrito de Gatún fue un antiguo distrito del departamento de Colón (luego provincia de Colón). Fue creado en 1855 y tuvo como cabecera al pueblo de Gatún.
Hacia 1905 se dividía en los corregimientos de Jamaiquita, Lion Hill y Monte Lirio. La cabecera del distrito, Gatún, se ubicó en la unión de los ríos Gatún y Chagres. En la era colonial, existió un fuerte que tuvo como fin impedir el paso de piratas. Durante la construcción del Canal Francés, tuvo cierta actividad comercial, pero duró poco. Gatún se ubicaba a 11,6 km de la ciudad de Colón.
Debido al Tratado Hay-Bunau Varilla con Estados Unidos el 18 de noviembre de 1903, se creó la nueva jurisdicción de la Zona del Canal de Panamá que estaría bajo tutela estadounidense, y gran parte del territorio de Gatún quedó bajo él. Por la Ley 13 de 1907, los territorios sobrantes al oeste de la Zona del Canal fueron asimilados por el distrito de Chagres, mientras los que se ubicaban al este de la zona fueron asimilados por el distrito de Colón.